# Ion Buzea
Ion Buzea (n. 14 august 1934, Cluj) este un tenor român care a cântat pe marile scene ale lumii, văr primar cu tenorul Ion Piso.

## Biografie
Ion Buzea s-a născut în municipiul Cluj în anul 1934. A urmat cursurile facultății de geologie după care a studiat canto cu Lya Pop între anii 1955-1961. Studiile le-a continuat cu Petre Ștefănescu Goangă la București și apoi cu tenorul Luigi Ricci la Roma.
În anii '50 timp de aproape zece ani a fost unul din cei mai buni jucători ai echipei de volei "U" Cluj alături de Vasile Bărbieru și el solist al operei clujene. În anul 1958 a debutat pe scena operei din Cluj-Napoca cu rolul Alfredo din opera Traviata. Ion Buzea a fost angajat ca solist al Operei din Cluj-Napoca iar apoi al Operei Naționale din București, după care a fost apreciat la Viena mai bine de un deceniu ca un nume important, afirmându-se pe cele trei scene lirice principale (Wiener Staatsoper, Volksoper și Theater an der Wien). Martin Vogel, critic austriac spunea despre Ion Buzea într-o emisiune televizată că tenorul clujean devenise unul dintre idolii publicului de operă vienez.
Repertoriul său a cuprins roluri din muzica italiană, franceză și germană: Manrico din Trubadurul, Ducele din Rigoletto, Alfredo din Traviata, Don Alvaro din Forța destinului, Riccardo din Bal mascat, Radames din Aida, Don Carlo din opera cu același nume, Ernani, Macduff din Macbeth, Calaf din Turandot, Mario Cavaradossi din Tosca, Rodolfo din Boema, Turiddu din Cavaleria Rusticană, Canio din Paiațe, Hoffmann din Povestirile lui Hoffmann, Don Jose din Carmen, Samson din Samson și Dalila, Wherter, Fra Diavolo și altele. 
Acum locuiește la Zürich, în Elveția unde predă canto.

## Cele mai importante teatre în care a cântat
| Statele Unite - The Atlanta Opera - Boston Lyric Opera - Cincinnati Opera - Cleveland Opera - Dallas Opera - Houston Grand Opera - New Orleans Opera - New York Metropolitan Opera Austria - Staatsoper in Wien - Wiener Volksoper - Salzburger Festspiele - Bregenzer Festspiele Franța - Opéra Bordeaux - Opéra National de Lyon - Opéra de Nice - Paris Grande Opéra Palais Garnier Germania - Deutsche Oper Berlin - Staatsoper von Hamburg - München - Bayerische Staatsoper - Oper von Frankfurt - Oper der Stadt Bonn | - Düsseldorf Deutsche Oper am Rhein - Staatsoper von Stuttgart - Staatstheater Darmstadt - Niedersächsische Staatsoper Hannover - Oper von Köln - Wiesbaden - Hessisches Staatstheater Marea Britanie - Royal Opera House Covent Garden Irlanda - Dublin Opera Elveția - Stadttheater Basel - Stadttheater Bern - Opernhaus Zürich Olanda - Amsterdam Nederlandse Opera - Den Haag Nederlandse Opera - Rotterdam Nederlandse Opera Belgia - Bruxelles Theatre Royal de la Monnaie - Liege Opéra Royal de Wallonie Cehia - Prag Statni Opera Praha | - Brno - Narodni Divadlo v Brne - Pilsen - Divadlo J.K. Tyla v Pizni Slovacia - Bratislava Slovenske narodne divadlo Opera Ungaria - Budapest Magyar Állami Operaház Bulgaria - Opera National Sofiya Grecia - Athen Hellenic Festival Akropolis România - București - Opera de Stat - Cluj - Opera de Stat - Timișoara - Opera de Stat Croația - Zagreb Hrvatsko Narodno Kazaliste Slovenia - Ljubljana Festival Ljubljana Serbia - Belgrad Narodno pozoriste Suedia - Stockholm Royal Swedish Opera |

## Discografie selectivă
În România:
- Traviata - cu Virginia Zeani, Nicolae Herlea; corul și orchestra Operei Naționale din București, dirijor Jean Bobescu (1968), Electrecord 2cd
- Rigoletto - cu Magda Ianculescu, Nicolae Herlea; corul și orchestra Operei Naționale din București, dirijor Jean Bobescu (1963), Electrecord 2cd

## Distincții și premii
- Premiul III – Toulouse – Franța 1962
- Premiul I – Concursul George Enescu – București 1964
- Ordinul Meritul Cultural clasa a III-a (12 septembrie 1968) „pentru merite deosebite în activitatea muzicală”[3]
- Ordinul Național „Steaua României în Gradul de Cavaler” – 2003
- Trofeul Lya Hubic – Opera Română Cluj – 2003
- Titlu de Membru de Onoare al Operei Române Cluj – 2003
- Titlu de Profesor Honoris Causa al Universității „Babes-Bolyai” Cluj-Napoca – 2005
- Diploma de „Cetățean de Onoare” – Cluj-Napoca – 2006